# Ramphotrigon
Genre
Ramphotrigon est un genre d'oiseaux sud-américains de la famille des Tyrannidés.

## Liste d'espèces
D'après la classification de référence du Congrès ornithologique international (version 15.1, 2025) (ordre phylogénique) :
- Ramphotrigon megacephalum (Swainson, 1835) – Tyran mégacéphale
  - Ramphotrigon megacephalum pectorale Zimmer, JT & Phelps, 1947
  - Ramphotrigon megacephalum venezuelense Phelps & Gilliard, 1941
  - Ramphotrigon megacephalum bolivianum Zimmer, JT, 1939
  - Ramphotrigon megacephalum megacephalum (Swainson, 1835)
- Ramphotrigon flammulatum (Lawrence, 1875) – Tyran flammé
- Ramphotrigon ruficauda (von Spix, 1825) – Platyrhynque à queue rousse
- Ramphotrigon fuscicauda Chapman, 1925 – Tyran à queue sombre